# Aluligera leucothorax
Aluligera leucothorax är en tvåvingeart som beskrevs av Richards 1966. Aluligera leucothorax ingår i släktet Aluligera och familjen hoppflugor.
Artens utbredningsområde är Kongo. Inga underarter finns listade i Catalogue of Life.